# X.400
X.400 to zestaw zaleceń ITU-T definiujących standard systemów obsługi wiadomości (Message Handling Systems - MHS) w sieciach teleinformatycznych, powszechniej znanych jako "e-mail". Protokół komunikacyjny X.400 nigdy nie rozpowszechnił się tak jak internetowy e-mail, jednak jest używany jako część rozwiązań takich jak:
- Novell GroupWise
- Microsoft Exchange

System obsługi wiadomości X.400 jest zestawem wzajemnie powiązanych ze sobą elementów, które realizują następujące zadania:
- zapewniają dostęp i działanie użytkowników w systemie
- przesyłają wiadomości od nadawcy do odbiorcy, zapewniając wymagane bezpieczeństwo
- przechowują wiadomości
- współpracują z innymi systemami przesyłania wiadomości
- powszechność i rozszerzalność
- wsparcia różnorodnych mediów

Poczta X.400 obsługuje zarówno użytkowników wewnętrznych i zewnętrznych jak i inne systemy pocztowe komunikujące się z nim.
Zasadnicze komponenty składowe:
- User Agent [UA] (Agent Użytkownika) – jest to interfejs pomiędzy użytkownikiem i MTS. Użytkownicy, korzystając z UA, wysyłają i odbierają wiadomości przesyłane i przechowywane w MTS.
- Acces Unit [AU] (Jednostka Dostępowa) – AU definiuje sposób komunikacji użytkowników MHS z innymi systemami opartymi na wcześniejszych technologiach pocztowych i nie tylko. AU jest urządzeniem pośredniczącym, posiadającym interfejs X.400 z jednej i innego systemu z drugiej strony.
- Message Transfer System [MTS] (System Przenoszenia Wiadomości) – odbiera wiadomości od AU lub UA i przesyła je do odbiorcy. W zależności od możliwości dostarczenia wiadomości MTS odpowiednio zareaguje według zaleceń nadawcy. MTS składa się z dwu komponentów:
  - Message Store [MS] (Magazyn Wiadomości) – przechowuje wiadomości, które nie mogą być aktualnie dostarczone do odbiorcy.
  - Message Transfer Agent [MTA] (Agent Transferu Wiadomości) – dokonuje wyboru trasy przesyłania wiadomości, następnie przesyła komunikat do współpracującej MTA albo do użytkownika końcowego.